# سام أوكافور
سام أوكافور (بالإنجليزية: Sam Okafor)‏ هو لاعب كرة قدم نيجيري في مركز الوسط، ولد في 17 مارس 1982. لعب مع كولتشستر يونايتد ونادي إنفيلد ونادي بروملي ونادي دوفر أثليتيك.

## وصلات خارجية
- سام أوكافور على موقع Soccerbase.com (لاعب) (الإنجليزية)